# Pomaulax spiratus
Pomaulax spiratus is een slakkensoort uit de familie van de Turbinidae. De wetenschappelijke naam van de soort is voor het eerst geldig gepubliceerd in 1911 door Dall.